# Unione dei comuni Valdichiana Senese
L'Unione dei comuni Valdichiana Senese è un'unione di comuni della Toscana, in provincia di Siena, formata dai comuni di: Cetona, Chianciano Terme, Chiusi, Montepulciano, San Casciano dei Bagni, Sarteano, Sinalunga, Torrita di Siena, Pienza e Trequanda.